# Mārtiņš Dzierkals
Mārtiņš Dzierkals, född 4 april 1997 i Riga, är en lettisk professionell ishockeyspelare som spelade för Skellefteå AIK i SHL.
Dzierkals draftades av Toronto Maple Leafs i 2015 års draft som 68:e spelare totalt.

## Klubbar
- SK Saga 18, LAT U20 (2013/2014)
- Ogre/Saga 18, LAT (2014/2015)
- HK Riga, MHL (2014/2015)
- Huskies de Rouyn-Noranda, QMJHL (2015/2016 – 2016/2017)
- Toronto Marlies, AHL (2017/2018)
- Orlando Solar Bears, ECHL (2017/2018)
- Dinamo Riga, KHL (2018/2019)
- HK Liepāja, LAT (2018/2019)
- Mikkelin Jukurit, FM-ligan (2019/2020)
- Dinamo Riga, KHL (2020/2021)
- HC Škoda Plzeň, Extraliga (2021/2022)
- HC České Budějovice, Extraliga (2022/2023)
- Skellefteå AIK, SHL (2023/2024 – 2024/2025)[4]